# Stanislav Čerčesov
Stanislav Čerčesov (rusky Станислав Саламович Черчесов; * 2. září 1963) je bývalý ruský fotbalový brankář a po skončení kariéry fotbalový trenér. Mezi lety 2016 a 2021 vedl fotbalovou reprezentaci Ruska.

## Klubová kariéra
Do velkého fotbalu jej uvedl klub Spartak Ordžonikidze (dnes existující pod názvem Spartak Vladikavkaz).
Velkou část aktivní kariéry strávil v ruském/sovětském Spartaku Moskva, hrál ale také za Lokomotiv. Po rozpadu Sovětského svazu si v 90. letech zahrál také v Německu (Dynamo Drážďany) a v Rakousku (Tirol Innsbruck).

## Reprezentační kariéra
Zúčastnil se mistrovství světa 1994 a mistrovství Evropy 1996.

## Trenérská kariéra
Po konci kariéry zůstal v Rakousku a nastoupil na trenérskou dráhu. Nejprve v klubu FC Kufstein z města Kufstein, posléze trénoval FC Wacker Innsbruck.
V létě v roce 2006 odešel zpět do Ruska, kde se stal sportovním ředitelem Spartaku Moskva.
Další letní období se stal trenérem a první rok dovedl Spartak ke druhému místu v ruské lize. Po Spartaku vedl další ruské týmy a mezi roky 2015 a 2016 vedl polskou Legii Warszawa, se kterou získal double.

### Ruská reprezentace
Čerčesov se stal trenérem Ruska 11. srpna 2016. Jeho cílem bylo připravit mužstvo na Konfederační pohár v roce 2017 a především na světový šampionát pořádaný právě Ruskem v roce 2018.
Jako trenér se postupem času dostal do křížku s některými svěřenci, například se Smolovem nebo už dříve s Denisovem,
jehož navzdory kritice nepovolával na reprezentační zápasy.
Protože po neúspěšném turnaji EURO 2016 ukončili reprezentační kariéry zkušení obránci Alexej Berezuckij, Vasilij Berezuckij a Sergej Ignaševič, musel se Čerčesov poohlédnout po jejich náhradách.
Během dvou let na pozici stopera vyzkoušel přes deset různých fotbalistů.
Před světovým šampionátem Rusko trýznila jeho forma, tým nevyhrál několik přátelských zápasů a jeho poslední výhra se konala v říjnu 2018 proti Jižní Koreji 4:2.
Čerčesov se těsně před turnajem vrátil k rozestavení se čtyřmi obránci, dobrou zprávou byl však návrat 38letého Ignaševiče.
Kvůli zranění se šampionátu nemohl účastnit útočník Alexandr Kokorin.

#### MS 2018
Rusko vstoupilo do turnaje jako reprezentace s nejnižším umístěním v žebříčku FIFA. Ve skupině A mělo změřit síly se Saúdskou Arábií, Egyptem a Uruguayí. V prvním zápase proti Saúdské Arábii a rovněž celého MS, se Rusko postavilo Saúdům, druhému papírově nejslabšímu účastníkovi turnaje. Rusko šlo do vedení díky gólu Gazinskije ve 12. minutě, ale ještě v první půli se zranil Dzagojev. Čerčesov přišel o důležitý článek sestavy, do hry ale vyslal Čeryševa, který před koncem poločasu navýšil vedení na 2:0. Ve druhé půlce se krátce po vstupu na hřiště prosadil Dzjuba a v závěru zápasu přidali góly Čeryšev a Golovin. Rusko zvítězilo 5:0 a po poměrně snadném vstupu do turnaje se ve druhém zápase utkalo s Egyptem.
Rusko šlo do vedení krátce po přestávce, a to díky vlastnímu gólu Fasího. Ve formě hrající Čeryšev pak zvýšil na 2:0 a krátce po něm se v 62. minutě prosadil Dzjuba. Hvězda Egyptu, Mohamed Salah, vrátil své mužstvo do utkání gólem z penalty, ale výsledek 3:1 už zápasu zůstal.
Rusko si zajistilo postup a porážka 0:3 proti Uruguayi na tom nemohla nic změnit.
Osmifinálovým ruským hrdinou proti Španělsku se stal dlouholetý gólman reprezentace, 32letý Igor Akinfejev, který v penaltovém rozstřelu chytil dvě penalty. Favorit sice utkání kontroloval, co se držení mýče týče, Rusko ale poctivě bránilo a na gól soupeře odpověl z penalty Dzjuba.
Ve čtvrtfinále MS se Rusko objevilo poprvé od roku 1970, kdy bylo součástí Sovětského svazu. V souboji s Chorvatskem otevřel skóre zápasu Čeryšev, na jehož branku však zareagoval Kramarić. Po konečném výsledku 1:1 následovalo prodloužení, ve kterém Rusko prohrávalo po brance Vidy, ale Mário Fernandes vyrovnal a poslal tak zápas do penaltového rozstřelu. V něm ale nakonec uspěli Chorvaté 6:5.

#### Liga národů 2019
Vůbec první ročník Ligy národů 2018/19 Rusku přisoudil reprezentace Švédska a Turecka. Rusko na úvod porazilo Turecko na jeho půdě 2:1, ale podlehlo Švédsku 0:2. Další výhra nad Tureckem a remíza se Švédskem stačily pouze na druhé místo.

#### Kvalifikace na EURO 2020
V kvalifikační skupině „I“ na EURO 2000 čekala Rusko Belgie, Kypr, Skotsko, Kazachstán a San Marino.
V říjnu 2019 doma dovedl Rusko k výhře nad Skotskem 4:0, svého soupeře tak připravil o možnost kvalifikovat se.
Na půdě Kypru pár dní nato tak stačilo neprohrát, Rusko přesto zvítězilo vysoko 5:0 a tudíž postoupilo.
Po fiasku ruské reprezentace na mistrovství Evropy 2020 byl 8. července 2021 odvolán z funkce hlavního trenéra.